# Le Temps des cathédrales (chanson)
 (mai 2019).
Si vous disposez d'ouvrages ou d'articles de référence ou si vous connaissez des sites web de qualité traitant du thème abordé ici, merci de compléter l'article en donnant les références utiles à sa vérifiabilité et en les liant à la section « Notes et références ».
Pour les articles homonymes, voir Le Temps des cathédrales.
Le Temps des cathédrales est une chanson issue de la comédie Notre-Dame de Paris et interprétée par Bruno Pelletier. Sortie sur l'album en 1997, elle est disponible en single le 10 novembre 1998.